# Liste der Nummer-eins-Hits in Österreich (1965)
Dies ist eine Liste der Nummer-eins-Hits in Österreich im Jahr 1965. Sie basiert auf den monatlichen österreichischen Singlecharts. Veröffentlichungsdatum ist jeweils der 15. eines jeden Monats. Bis Januar 1965 liegen die Nummer-eins-Hits, ab Februar die Top 10 in Österreich vor.

## Singles
| ← 1964 ← | Liste der Nummer-eins-Hits in Österreich | Liste der Nummer-eins-Hits in Österreich | Liste der Nummer-eins-Hits in Österreich                                                       | 1966 → |
| \| Zeitraum \| Wo. ges. \| Interpret \| Titel Autor(en) \| Zusätzliche Informationen \| \| (Zeitraum, Wochen auf Platz eins, Interpret, Titel, Autor[en], zusätzliche Informationen) \| \| \| \| \| \| ----------------------------------------------------------------------------------------- \| -------- \| ------------------ \| ---------------------------------------------------------------------------------------------- \| ------------------------------------------------------------------------------------------------------------------------------------------------------------------------------------------------- \| \| 15. Dezember 1964 – 14. Februar 1965 9 Wochen \| 9 \| Freddy \| Vergangen, vergessen, vorüber Musik: Lothar Olias / Text: Walter Rothenburg \| – \| \| 15. Februar 1965 – 14. März 1965 4 Wochen \| 4 \| Cliff Richard \| Das ist die Frage aller Fragen Jerry Leiber, Phil Spector; deutscher Text: Carl-Ulrich Blecher \| Die deutsche Version von Ben E. Kings Hit Spanish Harlem brachte dem Engländer einen von zwei Nummer-eins-Hits in Österreich. Der zweite We Don’t Talk Anymore folgte 14 Jahre später. \| \| 15. März 1965 – 14. April 1965 4 Wochen \| 4 \| Freddy \| So ein Tag, so wunderschön wie heute Musik: Lothar Olias / Text: Walter Rothenburg \| Für Freddy Quinn ist es bereits der dritte Nummer-eins-Hit in den österreichischen Charts. \| \| 15. April 1965 – 14. Mai 1965 4 Wochen \| 4 \| Martin Lauer \| Taxi nach Texas Musik: Cornelius Marcel Peeters / Text: Kurt Feltz \| In seiner deutschen Heimat hatte der singende Leichtathlet ab 1962 mehrere Hits, Platz eins erreichte er nur einmal mit diesem Lied und nur in Österreich. \| \| 15. Mai 1965 – 14. August 1965 13 Wochen \| 13 \| Nini Rosso \| Il silenzio (Abschiedsmelodie) Bearbeitung: Celeste Rosso, Guglielmo Brezza \| Das Trompeteninstrumental aus Italien war in Österreich und Deutschland der Hit des Jahres und das erste Lied, das in Österreich drei Monate lang an der Spitze stand. \| \| 15. August 1965 – 14. September 1965 5 Wochen \| 5 \| Wanda Jackson \| Santo Domingo Bert Olden, Joachim Relin \| Das Lied war der erste deutschsprachige Hit der US-Amerikanerin, die Anfang der 1960er bereits international erfolgreich gewesen war. \| \| 15. September 1965 – 14. Oktober 1965 4 Wochen \| 4 \| Mikis Theodorakis \| Zorba’s Dance Mikis Theodorakis \| Der Sirtaki aus dem Film Alexis Sorbas war der zweite Instrumentalhit in diesem Jahr auf Platz eins. \| \| 15. Oktober 1965 – 14. Dezember 1965 9 Wochen \| 9 \| The Rolling Stones \| (I Can’t Get No) Satisfaction Mick Jagger, Keith Richards \| 13 Mal kamen die Stones in Österreich in die Top 10, Satisfaction blieb aber ihr einziger Nummer-eins-Hit. \| \| 15. Dezember 1965 – 14. Januar 1966 4 Wochen \| 4 \| Shawn Elliott \| Shame and Scandal in the Family Fitzroy Alexander, Lancelot Pinard \| Der Novelty Song war bereits in den frühen 1940er Jahren von Sir Lancelot im englischsprachigen Raum populär gemacht worden, für Shawn Elliott war es der einzige Hit und das auch nur in Europa. \| |                                          |                                          |                                                                                                | |
| ← 1964 |                                          |                                          |                                                                                                | → 1966 → |
| Zeitraum | Wo. ges.                                 | Interpret                                | Titel Autor(en)                                                                                | Zusätzliche Informationen |
| (Zeitraum, Wochen auf Platz eins, Interpret, Titel, Autor[en], zusätzliche Informationen) |                                          |                                          |                                                                                                | |
| 15. Dezember 1964 – 14. Februar 1965 9 Wochen | 9                                        | Freddy                                   | Vergangen, vergessen, vorüber Musik: Lothar Olias / Text: Walter Rothenburg                    | – |
| 15. Februar 1965 – 14. März 1965 4 Wochen | 4                                        | Cliff Richard                            | Das ist die Frage aller Fragen Jerry Leiber, Phil Spector; deutscher Text: Carl-Ulrich Blecher | Die deutsche Version von Ben E. Kings Hit Spanish Harlem brachte dem Engländer einen von zwei Nummer-eins-Hits in Österreich. Der zweite We Don’t Talk Anymore folgte 14 Jahre später.            |
| 15. März 1965 – 14. April 1965 4 Wochen | 4                                        | Freddy                                   | So ein Tag, so wunderschön wie heute Musik: Lothar Olias / Text: Walter Rothenburg             | Für Freddy Quinn ist es bereits der dritte Nummer-eins-Hit in den österreichischen Charts. |
| 15. April 1965 – 14. Mai 1965 4 Wochen | 4                                        | Martin Lauer                             | Taxi nach Texas Musik: Cornelius Marcel Peeters / Text: Kurt Feltz                             | In seiner deutschen Heimat hatte der singende Leichtathlet ab 1962 mehrere Hits, Platz eins erreichte er nur einmal mit diesem Lied und nur in Österreich.                                        |
| 15. Mai 1965 – 14. August 1965 13 Wochen | 13                                       | Nini Rosso                               | Il silenzio (Abschiedsmelodie) Bearbeitung: Celeste Rosso, Guglielmo Brezza                    | Das Trompeteninstrumental aus Italien war in Österreich und Deutschland der Hit des Jahres und das erste Lied, das in Österreich drei Monate lang an der Spitze stand.                            |
| 15. August 1965 – 14. September 1965 5 Wochen | 5                                        | Wanda Jackson                            | Santo Domingo Bert Olden, Joachim Relin                                                        | Das Lied war der erste deutschsprachige Hit der US-Amerikanerin, die Anfang der 1960er bereits international erfolgreich gewesen war.                                                             |
| 15. September 1965 – 14. Oktober 1965 4 Wochen | 4                                        | Mikis Theodorakis                        | Zorba’s Dance Mikis Theodorakis                                                                | Der Sirtaki aus dem Film Alexis Sorbas war der zweite Instrumentalhit in diesem Jahr auf Platz eins.                                                                                              |
| 15. Oktober 1965 – 14. Dezember 1965 9 Wochen | 9                                        | The Rolling Stones                       | (I Can’t Get No) Satisfaction Mick Jagger, Keith Richards                                      | 13 Mal kamen die Stones in Österreich in die Top 10, Satisfaction blieb aber ihr einziger Nummer-eins-Hit.                                                                                        |
| 15. Dezember 1965 – 14. Januar 1966 4 Wochen | 4                                        | Shawn Elliott                            | Shame and Scandal in the Family Fitzroy Alexander, Lancelot Pinard                             | Der Novelty Song war bereits in den frühen 1940er Jahren von Sir Lancelot im englischsprachigen Raum populär gemacht worden, für Shawn Elliott war es der einzige Hit und das auch nur in Europa. |